# Mediewistyka

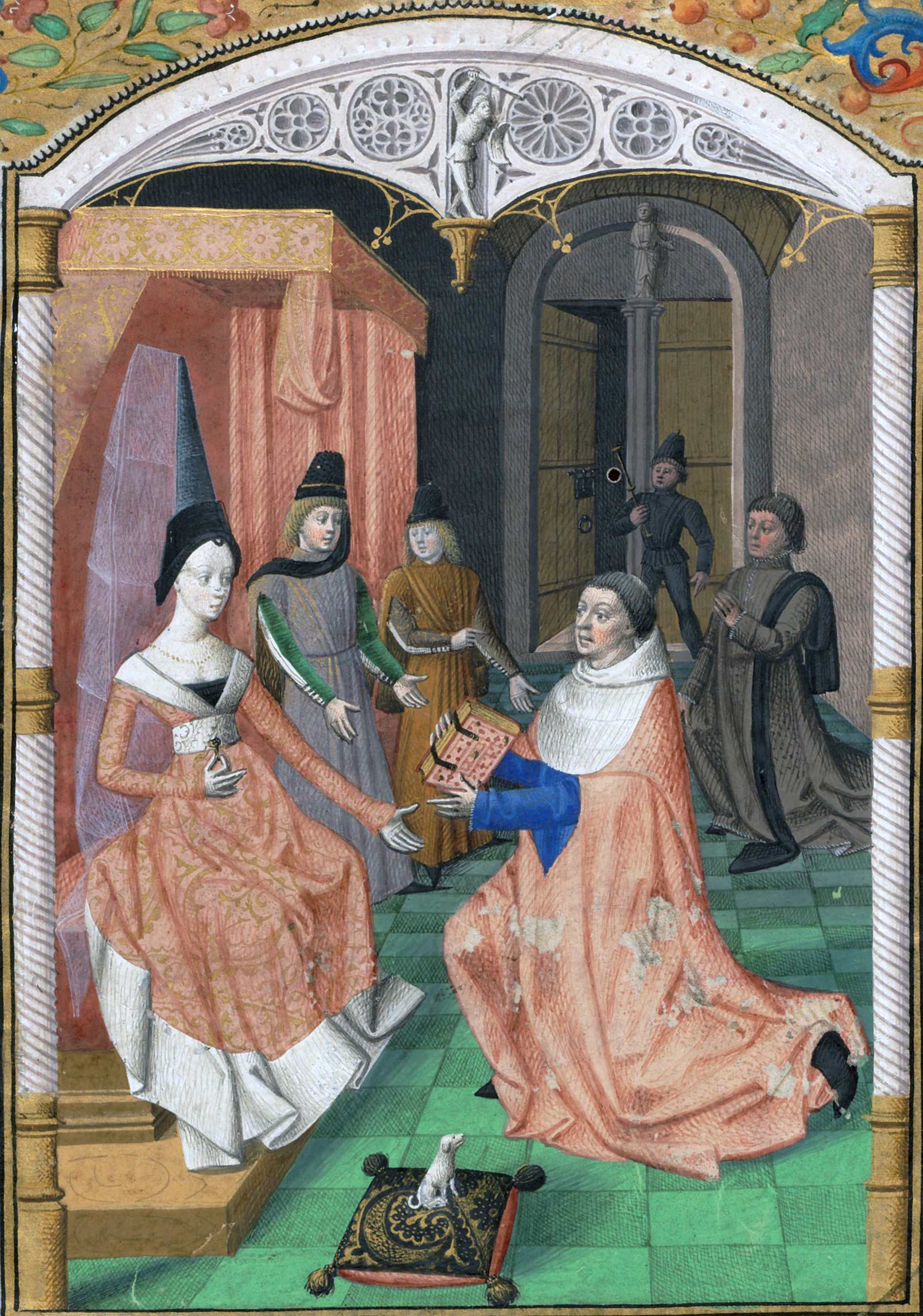
Scena z epoki średniowiecza

Mediewistyka – dyscyplina historyczna zajmująca się różnymi zagadnieniami epoki średniowiecza (m.in. społeczno-gospodarczymi, wojskowo-politycznymi). Współcześnie sięga także do rezultatów badań archeologii i etnografii.
Pojęcie wywodzi się od łacińskich wyrazów medius, medii (pol. pośredni) oraz aevum, aevi (czyt. ewum, ewi; pol. wiek jako okres), które w połączeniu medii aevi znaczą tyle co wieki pośrednie – średniowiecze.
Termin ten utrwalił się w XVII w.